# Theo Katergaris
Theodoros Alexandro Katergaris (født 1. maj 1986), bedre kendt som Theo Katergaris, er en dansk professionel fodboldspiller, hvor hans primære position på banen er i forsvaret og sekundært på midtbanen. Hans nuværende klub er 2. divisionsklubben Hvidovre IF efter hans skifte fra FC Roskilde under vinterpausen i sæsonen 2006-2007.
Han har en fortid i KB og har spillet i Skjold af to omgange, før han skiftede til Fremad Amager i vinterpausen 2004/2005 og fik sin debut for klubben den 24. april 2005 mod HIK. I sommeren 2006 skiftede han til FC Roskilde og i den efterfølgende vinterpause til Hvidovre IF.

## Spillerkarriere
- 199x-200x: Kjøbenhavns Boldklub
- 200x-2004: Boldklubben Skjold
- 2005-2006: Boldklubben Fremad Amager, 1. division
- 2006-2006: FC Roskilde, 2. division Øst
- 2007-: Hvidovre IF, 2. division Øst [2]